# Erwin Engelbrecht
Erwin Engelbrecht, nemški general, * 12. november 1891, † 8. april 1964.